# کایو ده آلمیدا
کایو ده آلمیدا (به انگلیسی: Kaio de Almeida) (زادهٔ ۱۹ اکتبر ۱۹۸۴) شناگر اهل برزیل است.